# Ташиев, Кулназар
Кулназар Ташиев (24 апреля 1919, Куршабский район, Киргизская АССР — 16 декабря 2000, Бишкек) — советский хозяйственный, государственный и политический деятель. Заслуженный работник сельского хозяйства Кыргызской Республики (1994).

## Биография
Родился в 1919 году в селе Куршаб. Член ВКП(б).
С 1937 года — на хозяйственной, общественной и политической работе. В 1937—2000 гг. — секретарь Куршабского райкома ВЛКСМ, участник Великой Отечественной войны, второй секретарь Куршабского райкома ВКП(б), председатель Куршабского райисполкома, начальник управления сельского хозяйства Ошской области, первый секретарь Араванского райкома ВКП(б), председатель Джалал-Абадского облисполкома, первый секретарь Узгенского, Ошского, Ленинского райкомов КП Киргизской ССР, министр торговли, в Совете Министров, председатель Общества охраны природы Киргизской ССР, заместитель председателя, председатель Бишкекского городского совета ветеранов войны, труда и Вооружённых Сил.
Избирался депутатом Верховного Совета СССР 4-го созыва.
Награждён Памятной золотой медалью «Манас-1000» (1995)
Умер в 2000 году в Бишкеке.